# Island Princess
Die Island Princess ist ein Kreuzfahrtschiff der US-amerikanischen Reederei Princess Cruises. Gemeinsam mit ihrem Schwesterschiff, der ebenfalls 2003 in Dienst gestellten Coral Princess, ist sie das einzige Panamax-Schiff der Reederei.

## Geschichte und Einsatz
Das Schiff wurde unter der Baunummer D32 auf der Werft Chantiers de l’Atlantique in St. Nazaire, Frankreich, gebaut. Die Kiellegung erfolgte am 22. Januar, der Stapellauf am 2. Juli 2002. Das Schiff wurde am 18. Juni 2003 an Princess Cruises abgeliefert. Getauft wurde es am 11. Juli 2003 in Vancouver, Kanada. Am 12. Juli 2003 fand die Jungfernfahrt ab Vancouver statt. Das Schiff ist auf den Bermudas registriert.
Die Island Princess kommt in den Gewässern Europas, der Karibik, dem Panamakanal und bei Atlantiküberquerungen zum Einsatz.

## Technische Daten und Ausstattung
Das Schiff wird dieselelektrisch angetrieben. Für die Stromversorgung stehen zwei Wärtsilä-Dieselmotoren mit jeweils 16.200 kW Leistung und eine General-Electric-Gasturbine mit 25.000 kW Leistung zur Verfügung.